# Lake Ojibway

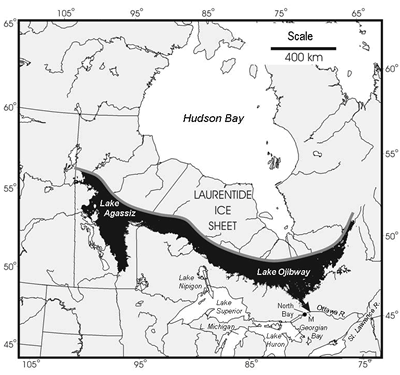
Die Eisstauseen Agassiz und Ojibway, etwa 7900 v. Chr.

Der Eisstausee Lake Ojibway war ein prähistorischer See auf dem Gebiet des heutigen nördlichen Ontario und Quebec in Kanada und der letzte der großen Eisstauseen der letzten Eiszeit. Er erreichte seine größte Ausdehnung vor etwa 8500 Jahren.

## Hintergrund
Der Ojibway-Eisstausee war relativ kurzlebig. Der See entleerte sich vor etwa 8200 Jahren, eventuell durch einen Eisdammbruch oder einen Gletscherlauf, in einer Megaflut in die Hudson Bay. Die dadurch erfolgte Absenkung des Salzgehaltes und eine damit verbundene Unterbrechung der thermohalinen Zirkulation könnte im Zusammenhang mit der sogenannten Misox-Schwankung, einer relativ kurzfristigen Klimaveränderung vor rund 8200 Jahren, stehen.